# Jade Goody
Jade Goody (ur. 5 czerwca 1981 w Londynie, zm. 22 marca 2009 w Esseksie) – uczestniczka brytyjskiej wersji reality show Big Brother z 2002. Zmarła na raka szyjki macicy, a jej walka z chorobą była szeroko komentowana przez media na całym świecie.
Zmarła 22 marca 2009 o godz. 3:14 w swoim domu w Upshire w Esseksie.